# Château de Ventressac
Le château de Ventressac est un édifice situé à Chamalières-sur-Loire, en France.

## Localisation
Le château est situé sur le territoire de la commune de Chamalières-sur-Loire, au pied du mont Gerbizon, dans le hameau de Ventressac, sur la rive droite de la Loire, à proximité du GR3 et de l'itinéraire d'accès à la Via Podiensis, un des quatre chemins de France du pèlerinage de Saint-Jacques-de-Compostelle, dans le département  de la Haute-Loire, en région Auvergne-Rhône-Alpes.

## Description
Le château est une ancienne maison forte édifiée au XVe siècle, présentant une masse cubique de construction très rustique. Les éléments défensifs sont encore en place : deux échauguettes d'angle et une petite bretèche défendant la façade sur la Loire, une autre échauguette à l'angle sud-ouest, tour hexagonale contenant un escalier à vis à l'angle sud-est. L'édifice a été remanié dans ses percements. Peuvent être datées du XVIe siècle les salles du rez-de-chaussée avec leurs plafonds à caissons, ainsi que la tour hexagonale de l'escalier à vis. Au XVIIIe siècle, nouveaux aménagements, datés de 1742 sur un linteau, avec le cloisonnement du premier étage et une cheminée à trumeau. Cette maison illustre le rôle de protection et de surveillance contre le brigandage qu'eut jadis à jouer ce type de construction.

## Historique
Le château est inscrit partiellement au titre des monuments historiques par arrêté du 14 novembre 1983.

## Protection
Éléments protégés :  les façades et toitures à l'exception de l'appentis du côté N-E ; escalier à vis de la tour hexagonale et grande salle avec ses cheminées et ses lambris au rez-de-chaussée